# For You (album de Selena Gomez)
For You este prima compilație a artistei americane Selena Gomez. A fost lansat pe data de 24 noiembrie 2014, și este ultimul său proiect cu Hollywood Records după ce a semnat un nou contract de înregistrări cu Interscope Records. Albumul a fost numit o „colecție” în loc de o compilație de Gomez. Albumul consistă din single-urile precedente ale lui Gomez, două cântece noi, și multiple remixe ale unor materiale lansate mai demult. For You conține muzică din cariera solo a lui Gomez, dar și material al formației Selena Gomez & the Scene. Gomez a lucrat cu Rock Mafia la noul material, lucrând cu ei la toate albumele precedente. 
Primul single de pe album, „The Heart Wants What It Wants”, a fost lansat pe data de 6 noiembrie 2014. Single-ul arimit recenzii bune și a fost un mare succes comercial în multe țări. A ajuns al doilea cântec al lui Gomez care a ajuns în top zece pe Billboard Hot 100, și a intrat în top zece în țări ca Canada și Danemarca. Cântecul a fost interpretat la Premiile American Music în 2014. Gomez a promovat albumul prin un turneu la radio, unde a fost intervievată despre album și single.

## Dezvoltare
Gomez a început să înregistreze muzică în 2007, făcând aparențe pe numeroase benzi sonore și compilații. Ea a semnat un contract de înregistrări cu Hollywood Records în 2008, și a format formația Selena Gomez & the Scene. Formația a lansat trei albume de studio, care au fost mari succese comerciale și au avut numeroase hit single-uri. Gomez a anunțat că formația va lua o pauză în 2012, iar ea se va concentra pe cariera sa ca actriță. În ciuda acestor afirmații, mai târziu Gomez a început să lucreze la un album în spaniolă și albumul său solo; chiar dacă albumul în spaniolă nu a fost lansat. Gomez și-a lansat albumul său solo de debut, Stars Dance, în 2013; albumul devenind foarte repede un succes critic și comercial. În 2014, Gomez a angajat un management nou și s-a mutat de la UMG și Hollywood Records la Interscope Records.
Zvonuri despre Gomez lansând o compilație au început să circule încă din iulie 2014. Mai târziu, a fost confirmat că albumul o va elibera pe Gomez de Hollywood Records. Albumul a fost confirmat pe data de 17 octombrie. Pe data de 6 noiembrie 2014, primul și unicul single, „The Heart Wants What It Wants”, a fost lansat. Albumul în sine a fost lansat pe data de 24 noiembrie 2014.

## Single-uri
Albumul a avut un singur single, „The Heart Wants What It Wants”, care a fost lansat pe data de 6 noiembrie 2014.

## Track listing
| For You – ediția standard |                                                                          |                                                                                             |                                                                                  |         |  |
| Nr.                       | Titlu                                                                    | Autor(i)                                                                                    | Producător(i)                                                                    | Lungime |  |
| 1.                        | „The Heart Wants What It Wants”                                          | Antonina Armato Tim James Selena Gomez David Jost                                           | Rock Mafia Devrim Karaoglu Steve Hammons Dubkiller Jon Vella Xander Singh Ace Ha | 3:47    |  |
| 2.                        | „Come & Get It”                                                          | Ester Dean Mikkel Storleer Eriksen Tor Erikk Hermansen                                      | StarGate Dreamlab Dean                                                           | 3:51    |  |
| 3.                        | „Love You like a Love Song” (Selena Gomez & the Scene)                   | Armato James Adam Schmalholz                                                                | Rock Mafia Karaoglu                                                              | 3:08    |  |
| 4.                        | „Tell Me Something I Don't Know” (Selena Gomez & the Scene)              | Armato Ralph Churchwell Michael Nielsen                                                     | Rock Mafia Karaoglu                                                              | 2:55    |  |
| 5.                        | „Who Says” (Selena Gomez & the Scene)                                    | Emanuel Kiriakou Priscilla Hamilton                                                         | Kiriakou                                                                         | 3:15    |  |
| 6.                        | „My Dilemma 2.0” (Selena Gomez & the Scene)                              | Armato James Karaoglu                                                                       | Rock Mafia Dubkiller Karaoglu                                                    | 3:09    |  |
| 7.                        | „Round & Round” (Selena Gomez & the Scene)                               | Kevin Rudolf Andrew Bolooki Fefe Dobson Jeff Halavacs Jacob Kasher                          | Rudolf Bolooki Halatrax                                                          | 3:05    |  |
| 8.                        | „Forget Forever” (Boy Lightning Remix)                                   | Jason Evigan Clarence Coffee Alexander Izquierdo Jordan Johnson Stefan Johnson Marcus Lomax | The Monsters and the Strangerz Evigan Boy Lightning Dan Brook                    | 3:46    |  |
| 9.                        | „Slow Down”                                                              | Lindy Robbins Julia Michaels Niles Hollowell-Dhar David Kuncio Freddy Wexler                | The Cataracs Kuncio                                                              | 3:30    |  |
| 10.                       | „A Year Without Rain” (Dave Audé Radio Remix) (Selena Gomez & the Scene) | Robbins Toby Gad                                                                            | Gad Dave Audé                                                                    | 3:59    |  |
| 11.                       | „Naturally” (Dave Audé Radio Remix) (Selena Gomez & the Scene)           | Armato James Karaoglu                                                                       | Rock Mafia Dave Audé Karaoglu                                                    | 4:01    |  |
| 12.                       | „Más” („More” – versiunea în spaniolă) (Selena Gomez & the Scene)        | Isaac Hasson Mher Filian Robbins Mark Portman Ernesto Cortazar Edgar Cortazar               | SuperSpy                                                                         | 3:30    |  |
| 13.                       | „Bidi Bidi Bom Bom” (cu Selena)                                          | Pete Astudillo Selena Quintanilla-Pérez                                                     | Humberto Gatica                                                                  | 4:13    |  |
| 14.                       | „Falling Down” (Selena Gomez & the Scene)                                | Ted Bruner Trey Vittetoe Gina Schock                                                        | Bruner Vittetoe                                                                  | 3:03    |  |
| 15.                       | „Do It”                                                                  | Gomez Armato James Jost TAS                                                                 | Rock Mafia Dubkiller Thomas Armato Sturges                                       | 2:40    |  |
| Lungime totală:           | Lungime totală:                                                          | Lungime totală:                                                                             | Lungime totală:                                                                  | 52:06   |  |

| For You – iTunes bonus video |                                 |                 |         |  |
| Nr.                          | Titlu                           | Regizor(i)      | Lungime |  |
| 16.                          | „The Heart Wants What It Wants” | Dawn Shadforth  | 4:35    |  |
| Lungime totală:              | Lungime totală:                 | Lungime totală: | 56:41   |  |

| For You – versiunea Tidal EP |                                                                   |                                                               |                                                           |         |  |
| Nr.                          | Titlu                                                             | Autor(i)                                                      | Producător(i)                                             | Lungime |  |
| 1.                           | „The Heart Wants What It Wants”                                   | Armato James Gomez Jost                                       | Rock Mafia Karaoglu Hammons Dubkiller Vella Singh Ace Ha  | 3:47    |  |
| 2.                           | „Forget Forever” (Boy Lightning Remix)                            | Evigan Coffee Izquierdo J. Johnson S. Johnson Lomax           | The Monsters and the Strangerz Evigan Boy Lightning Brook | 3:46    |  |
| 3.                           | „Do It”                                                           | Gomez Armato James Jost TAS                                   | Rock Mafia Dubkiller Armato Sturges                       | 2:40    |  |
| 4.                           | „Más” („More” – versiunea în spaniolă) (Selena Gomez & the Scene) | Hasson Filian Robbins Portman Ernesto Cortazar Edgar Cortazar | SuperSpy                                                  | 3:30    |  |

## Charturi

### Charturi săptămânale
| Chart (2014-15) | Poziție pe chart |
| --------------- | ---------------- |
| Austria         | 73               |
| Flandra         | 40               |
| Valonia         | 67               |
| Franța          | 80               |
| Grecia          | 32               |
| Irlanda         | 95               |
| Italia          | 34               |
| Norvegia        | 37               |
| Spania          | 40               |
| Regatul Unit    | 64               |
| SUA             | 24               |

## Certificații
| Țară     | Certificație | Copii  |
| -------- | ------------ | ------ |
| Brazilia | Aur          | 20,000 |

## Istoricul de lansare
| Regiune       | Data              | Format(e)           | Casă de discuri       | Ref.          |
| ------------- | ----------------- | ------------------- | --------------------- | ------------- |
| Cehia         | 24 noiembrie 2014 | CD digital download | Hollywood Records     | [ 15 ] [ 16 ] |
| Ungaria       | 24 noiembrie 2014 | CD digital download | Hollywood Records     | [ 17 ]        |
| Statele Unite | 24 noiembrie 2014 | CD digital download | Hollywood Records     | [ 18 ] [ 19 ] |
| Australia     | 28 noiembrie 2014 | CD digital download | Hollywood Records     | [ 20 ] [ 21 ] |
| Germania      | 28 noiembrie 2014 | CD digital download | Hollywood Records     | [ 22 ]        |
| Franța        | 8 decembrie 2014  | CD digital download | Hollywood Records     | [ 23 ] [ 24 ] |
| Regatul Unit  | 26 ianuarie 2015  | CD digital download | Hollywood Records     | [ 25 ]        |
| Japonia       | 4 martie 2015     | CD digital download | Universal Music Group | [ 26 ]        |